# Альтдёберн
Альтдёберн (нем. Altdöbern, в.-луж. и н.-луж. Stara Darbnja) — коммуна в Германии, в земле Бранденбург.
Входит в состав района Верхний Шпревальд-Лужица. Подчиняется управлению Альтдёберн. Население составляет 2694 человека (на 31 декабря 2010 года). Занимает площадь 61,60 км².
Коммуна подразделяется на 3 сельских округа.
Официальным языком в населённом пункте, помимо немецкого, является лужицкий.
Среди достопримечательностей города — Альтдёбернский дворец и несколько церквей.
| Год  | Население |
| ---- | --------- |
| 2005 | 3029      |
| 2010 | 2770      |